# Madison Square Garden
Madison Square Garden, ofte forkortet som MSG, kendt i daglig tale som The Garden, har været navnet på fire arenaer i New York, USA. Det er også navnet på den entitet, der ejer arenaen og flere af de professionelle sport franchises, der spiller der.
Der har været fire udgaver af arenaen. Det første Madison Square Garden åbnede i 1879 og lå på det nordøstlige hjørne af Madison Square (Madison Ave. & 26th St.), hvorfra arenaen har sit navn. (Madison Square blev opkaldt efter James Madison, den fjerde USA's præsident.) Den næste arena blev opført samme sted. Efterfølgende blev der under ledelse af Tex Rickard bygget en ny 17.000-sæders arena (åbnet 15. december 1925) ved 50th Street og 8th Avenue, mens den nuværende arena, åbnet 14. februar 1968, ligger på 7th Avenue mellem 31st og 33rd Street, oven på Pennsylvania Station.
Madison Square Garden er hjemmebane for både NBA-klubben New York Knicks og NHL-holdet New York Rangers.
Arenaen udlåner sit navn til Madison Square Garden Network, et kabel-tv netværk, der udsender de fleste sportsbegivenheder der afholdes i arenaen, så vel som koncerter og underholdningsshows der finder sted i hallen. Netværket kontrolleres af Madison Square Garden L.P., en underenhed af Cablevision.
I 2023 gav bystyret i New York City ejerne af Madison Square Garden fem år til at finde et andet sted på Manhattan, hvor de kan opføre en ny Madison Square Garden. Årsagen til flytningen er, at Pennsylvania Station skal udbygges for at klare fremtidens krav til højhastighedstog. Den korte forlængelse bygger videre på en ti-årig forlængelse fra 2013.

## Eksterne links
- Officiel hjemmeside

- Wikimedia Commons har flere filer relateret til Madison Square Garden

40°45′2″N 73°59′37″V / 40.75056°N 73.99361°V